# میاندران
میاندران، روستایی در دهستان جازموریان بخش مرکزی شهرستان جازموریان در استان کرمان ایران است. این روستا، مرکز دهستان جازموریان است.

## جمعیت
بر پایه سرشماری عمومی نفوس و مسکن در سال ۱۳۹۵، جمعیت این روستا برابر با ۱٬۰۳۲ نفر (۲۴۶ خانوار) بوده است.